# Mount Wyss
Mount Wyss är ett berg i Antarktis. Det ligger i Östantarktis. Nya Zeeland gör anspråk på området. Toppen på Mount Wyss är 1 930 meter över havet, eller 304 meter över den omgivande terrängen. Bredden vid basen är 1,7 km.
Terrängen runt Mount Wyss är bergig åt sydost, men åt nordväst är den kuperad. Trakten är obefolkad. Det finns inga samhällen i närheten.